# NGC 2525
NGC 2525 je galaksija u zviježđu Krmi.

## Vanjske poveznice
- SEDS: NGC 2525